# 2022 en bande dessinée
| Années de la bande dessinée : 2019 - 2020 - 2021 - 2022 - 2023 - 2024 - 2025    |
| Décennies de la bande dessinée : 1990 - 2000 - 2010 - 2020 - 2030 - 2040 - 2050 |

Cet article présente les faits marquants de l'année 2022 en bande dessinée.

## Événements
- Festival d'Angoulême 2022 : prévu du 27 au 30 janvier, il est reporté en mars, du 17 au 20[1].

### Prix et récompenses
- Prix BD Fnac France Inter : 1984, adaptation du roman de George Orwell par Xavier Coste[2].
- Prix Tournesol : Le potager Rocambole de Laurent Houssin et Luc Bienvenu
- Le Grand prix de la ville d'Angoulême, désigné par un vote des auteurs, est attribué à l'autrice québécoise Julie Doucet.
- Le Fauve d'or : prix du meilleur album est attribué à Écoute, jolie Márcia de l'auteur brésilien Marcello Quintanilha.

## Meilleures ventes en France
1. Le Monde sans fin par Christophe Blain et Jean-Marc Jancovici chez Dargaud : 525 000 exemplaires
2. L'Arabe du futur  tome 6 : Une jeunesse au Moyen-Orient (1994-2011) par Riad Sattouf chez Allary : 296 000 exemplaires
3. One Piece tome 1 par Eiichirō Oda  chez Glénat : 253 000 exemplaires
4. Blake et Mortimer tome 29 : Huit Heures à Berlin par Jean-Luc Fromental et José-Louis Bocquet chez Blake et Mortimer : 244 000 exemplaires
5. Spy × Family tome 1 par Tatsuya Endō chez Kurokawa  : 235 000 exemplaires
6. Naruto tome 1 par Masashi Kishimoto  chez Kana : 231 000 exemplaires
7. Mortelle Adèle tome 19 : Face de Beurk! par Mr Tan chez Tourbillon: 223 000 exemplaires
8. One Piece tome 9 par Eiichirō Oda  chez Glénat : 204 000 exemplaires
9. Spy × Family tome 7 par Tatsuya Endō chez Kurokawa : 204 000 exemplaires
10. Naruto tome 2 :par Masashi Kishimoto  chez Kana : 196 000 exemplaires

Source : GFK

## Nouveaux albums

### Franco-belge
| Sortie      | Titre                                                | Scénariste                        | Dessinateur                       | Coloriste                         | Éditeur                |
| ----------- | ---------------------------------------------------- | --------------------------------- | --------------------------------- | --------------------------------- | ---------------------- |
| 12 janvier  | Saint-Elme t. 2 L'avenir de la famille               | Serge Lehman                      | Frederik Peeters                  | Frederik Peeters                  | Delcourt               |
| 14 janvier  | La Dame blanche                                      | Quentin Zuttion                   | Quentin Zuttion                   | Quentin Zuttion                   | Le Lombard             |
| 19 janvier  | Le Poids des héros                                   | David Sala                        | David Sala                        | David Sala                        | Casterman              |
| 21 janvier  | Amalia                                               | Aude Picault                      | Aude Picault                      | Aude Picault                      | Dargaud                |
| 4 février   | Un Général, des généraux                             | Nicolas Juncker                   | François Boucq                    | Alexandre Boucq et François Boucq | Le Lombard             |
| 11 février  | A pleines mains                                      | Thomas Cadène, Joseph Safieddine  | Pierre Thyss                      | Pierre Thyss                      | Dargaud                |
| 9 mars      | Chronosquad t. 6 : Chapeaux melons et hordes de Huns | Giorgio Albertini                 | Grégory Panaccione                | Grégory Panaccione                | Delcourt               |
| 16 mars     | Bug t.3                                              | Enki Bilal                        | Enki Bilal                        | Enki Bilal                        | Casterman              |
| 16 mars     | Ce que nous sommes                                   | Zep                               | Zep                               | Zep                               | Rue de Sèvres          |
| 18 mars     | Jérôme K. Jérôme Bloche t.28 Et pour le pire         | Alain Dodier                      | Alain Dodier                      | Cerise                            | Dupuis                 |
| 20 avril    | Nettoyage à sec                                      | Joris Mertens                     | Joris Mertens                     | Joris Mertens                     | Rue de Sèvres          |
| 4 mai       | La Porte de l'Univers                                | Daniel Goossens                   | Daniel Goossens                   | Daniel Goossens                   | Fluide glacial         |
| 6 mai       | T'zée - Une tragédie africaine                       | Appollo                           | Brüno                             | Brüno                             | Dargaud                |
| 11 mai      | Aquarica t.2 La Baleine géante                       | Benoît Sokal et François Schuiten | Benoît Sokal et François Schuiten | François Schuiten                 | Casterman              |
| 22 juin     | Ekhö monde miroir t.11 : Hot Tabaaasco               | Christophe Arleston               | Alessandro Barbucci               | Nolwenn Lebreton                  | Soleil Productions     |
| 5 octobre   | Les Pizzlys                                          | Jérémie Moreau                    | Jérémie Moreau                    | Jérémie Moreau                    | Delcourt               |
| 5 octobre   | La Dernière Reine                                    | Jean-Marc Rochette                | Jean-Marc Rochette                | Jean-Marc Rochette                | Casterman              |
| 12 octobre  | Saint-Elme t. 3 Le Porteur de mauvaises nouvelles    | Serge Lehman                      | Frederik Peeters                  | Frederik Peeters                  | Delcourt               |
| 21 octobre  | L'Arche de Rantanplan                                | Jul                               | Achdé                             | Mel                               | Lucky Comics (Dargaud) |
| 4 novembre  | La Voix de Zazar                                     | Geoffroy Monde                    | Geoffroy Monde                    | Geoffroy Monde                    | Atrabile               |
| 4 novembre  | Kid Paddle: Silence of the lamps                     | Midam                             | Midam                             | Angèle                            | Dupuis                 |
| 16 novembre | Le Château des animaux t.3 Le Sang des justes        | Xavier Dorison                    | Félix Delep                       | Jessica Bodard et Félix Delep     | Casterman              |

### Comics
| Sortie     | Titre                                                                 | Scénariste                      | Dessinateur                  | Coloriste | Éditeur      |
| ---------- | --------------------------------------------------------------------- | ------------------------------- | ---------------------------- | --------- | ------------ |
| 14 janvier | Batman: Ego                                                           | Darwyn Cooke                    | Darwyn Cooke                 |           | Urban Comics |
| 14 janvier | Catwoman : Le dernier Braquage                                        | Darwyn Cooke Ed Brubaker        | Darwyn Cooke                 |           | Urban Comics |
| 14 janvier | Justice Society of America Le Nouvel Âge (T.1)                        | Geoff Johns                     | Dale Eaglesham               |           | Urban Comics |
| 21 janvier | DC Infinite Frontier                                                  | Joshua Williamson               | Collectif                    |           | Urban Comics |
| 21 janvier | Something Is Killing the Children T.3 : The Game of Nothing           | James Tynion IV                 | Werther Dell’Edera           |           | Urban Comics |
| 21 janvier | Wynd T.2 : Le mystère des ailes                                       | James Tynion IV                 | Michael Dialynas             |           | Urban Comics |
| 28 janvier | Batman Infinite T.1 : Lâches par essence                              | James Tynion IV                 | Jorge Jimenez                |           | Urban Comics |
| 28 janvier | Grendel T.1 : Hunter Rose                                             | Matt Wagner                     | Matt Wagner Tim Sale         |           | Urban Comics |
| 28 janvier | The Department of Truth T.1 : Au bord du monde                        | James Tynion IV                 | Martin Simmonds              |           | Urban Comics |
| 28 janvier | Wonder Woman Infinite T.1 : Les mondes au-delà                        | Becky Cloonan Michael W. Conrad | Travis Moore                 |           | Urban Comics |
| 11 février | Batman : Tales of the Demon                                           | Dennis O'Neil                   | Neal Adams                   |           | Urban Comics |
| 11 février | Batman Arkham : L’Épouvantail                                         | Collectif                       | Collectif                    |           | Urban Comics |
| 11 février | Batman Mythology : Les Morts de Batman                                | Collectif                       | Collectif                    |           | Urban Comics |
| 11 février | L’ombre qui marche à mes côtés                                        | Barroux                         | Barroux                      |           | Urban Comics |
| 11 février | Sandman : The Dreaming T.1                                            | Collectif                       | Collectif                    |           | Urban Comics |
| 11 février | Superman Infinite T.1 : L'Ascension du Warworld                       | Phillip Kennedy Johnson         | Daniel Sampere               |           | Urban Comics |
| 18 février | Batman : Les adaptations animées                                      | Kelley Puckett                  | Mike Parobeck Joe Staton     |           | Urban Comics |
| 25 février | Batman : Imposter                                                     | Mattson Tomlin                  | Andrea Sorrentino            |           | Urban Comics |
| 25 février | Harley Quinn Infinite T.1 : Bienvenue à la maison !                   | Stephanie Phillips              | Riley Rossmo                 |           | Urban Comics |
| 25 février | Joker Infinite T.1 : La chasse au clown                               | James Tynion IV                 | Guillem March Mirka Andolfo  |           | Urban Comics |
| 25 février | Nightwing Infinite T.1 : Le saut dans la lumière                      | Tom Taylor                      | Bruno Redondo                |           | Urban Comics |
| 4 mars     | Batman Detective Infinite T.1 : Visions de violence                   | Mariko Tamaki                   | Dan Mora                     |           | Urban Comics |
| 4 mars     | Batman Terre Un T.3                                                   | Geoff Johns                     | Gary Frank                   |           | Urban Comics |
| 11 mars    | Deadly Class T.10 : Save your generation                              | Rick Remender                   | Wes Craig                    |           | Urban Comics |
| 11 mars    | Decorum T.2                                                           | Jonathan Hickman                | Mike Huddleston              |           | Urban Comics |
| 11 mars    | Sandman : The Dreaming T.2                                            | Neil Gaiman Si Spurrier         | Bilquis Evely                |           | Urban Comics |
| 25 mars    | Batman Infinite T.2 : État de terreur 1e partie                       | James Tynion IV                 | Jorge Jimenez                |           | Urban Comics |
| 25 mars    | Bloodborne T.4 : Par-delà le voile                                    | Aleš Kot                        | Piotr Kowalski               |           | Urban Comics |
| 25 mars    | Hal Jordan : Green Lantern T.4 : La guerre de l'Anti-Monde            | Grant Morrison                  | Liam Sharp                   |           | Urban Comics |
| 25 mars    | Jack of Fables T.3                                                    | Bill Willingham Matthew Sturges | Tony Akins                   |           | Urban Comics |
| 25 mars    | Robin Infinite T.1                                                    | Joshua Williamson               | Gleb Melnikov                |           | Urban Comics |
| 25 mars    | Wonder Twins T.2 : Grandeur et Décadence                              | Mark Russell                    | Stephen Byrne                |           | Urban Comics |
| 1er avril  | Flash Infinite T.1 : En un clin d’œil                                 | Jeremy Adams                    | Collectif                    |           | Urban Comics |
| 1er avril  | Superman Infinite T.2 : Superman & The Authority                      | Grant Morrison                  | Mikel Janin                  |           | Urban Comics |
| 15 avril   | Crossover T.1 : Kids love chains                                      | Donny Cates                     | Geoff Shaw                   |           | Urban Comics |
| 15 avril   | Seven to Eternity T.4 : Les sources de Zhal                           | Rick Remender                   | Jérôme Opeña                 |           | Urban Comics |
| 15 avril   | The Paybacks                                                          | Donny Cates                     | Geoff Shaw                   |           | Urban Comics |
| 22 avril   | Ascender T.4 : Graine d'étoile                                        | Donny Cates                     | Geoff Shaw                   |           | Urban Comics |
| 22 avril   | Isola T.2                                                             | Brenden Fletcher                | Karl Kerschl                 |           | Urban Comics |
| 29 avril   | Joe Kelly présente Justice League of America T.1 : L'Âge d'obsidienne | Joe Kelly                       | Collectif                    |           | Urban Comics |
| 29 avril   | Strange Adventures                                                    | Tom King                        | Mitch Gerads Evan Doc Shaner |           | Urban Comics |
| 29 avril   | Superman Son of Kal El Infinite T.1                                   | Tom Taylor                      | John Timms                   |           | Urban Comics |
| 6 mai      | Toutes les morts de Laila Starr                                       | Ram V                           | Filipe Andrade               |           | Urban Comics |
| 13 mai     | Klaus Barbie : La route du rat                                        | Brremaud                        | Bauer                        |           | Urban Comics |
| 13 mai     | The Scumbag T.1 : Cocaïnefinger                                       | Rick Remender                   | Collectif                    |           | Urban Comics |
| 20 mai     | Animal Man T.1                                                        | Grant Morrison                  | Chas Truog                   |           | Urban Comics |
| 20 mai     | Swamp Thing Infinite T.1 : L'éveil à la sève                          | Ram V                           | Mike Perkins                 |           | Urban Comics |
| 20 mai     | Wonder Woman Infinite T.2 : À travers le miroir                       | Becky Cloonan                   | Travis Moore                 |           | Urban Comics |

### Mangas
| Sortie  | Titre | Scénariste | Dessinateur | Traducteur | Genre | Éditeur |
| ------- | ----- | ---------- | ----------- | ---------- | ----- | ------- |
| janvier |       |            |             |            |       |         |

### Érotique
| Sortie  | Titre | Scénariste | Dessinateur | Coloriste | Éditeur |
| ------- | ----- | ---------- | ----------- | --------- | ------- |
| janvier |       |            |             |           |         |

## Décès
- 6 janvier : Tony Tallarico, dessinateur de comics américain, né en 1933 ;
- 10 janvier : Shinji Mizushima, mangaka né en 1939 ;
- 11 janvier : Dimitri, de son vrai nom Guy Mouminoux, auteur français né en 1927 ;
- 23 janvier : Jean-Claude Mézières, dessinateur français né en 1938 ;
- 1er février : Brian Augustyn, éditeur et scénariste de comics américain né en 1954 ;
- 11 février : Mel Keefer, auteur de bande dessinée américain, né en 1926 ;
- 21 février : Miguel Gallardo, auteur espagnol né en 1955 ;
- 7 mars : Mia Ikumi, mangaka japonaise née en 1979 ;
- 25 mars : Birago Balzano, dessinateur italien de bandes dessinées, né en 1936 ;
- 26 mars : Garry Leach, auteur britannique de bande dessinée, né en 1954 ;
- 7 avril : Fujiko Fujio A, mangaka né en 1934 ;
- 8 avril : Stelio Fenzo, dessinateur et scénariste de bande dessinée italien, né en 1932 ;
- 23 avril :
  - Daniel Bardet, scénariste de bande dessinée français, né en 1943 ;
  - Justin Green, auteur américain de comics underground né en 1945 ;
- 24 avril : Daniel Bardet, scénariste français né en 1943 ;
- 28 avril : Neal Adams, auteur américain né en 1941 ;
- 6 mai : George Pérez, dessinateur et scénariste de comics américain né en 1954 ;
- 30 mai : Jacques Nicolaou, auteur français né en 1930 ;
- 1er juin : Serge Diantantu, auteur de bande dessinée congolais, né en 1960 ;
- 16 juin : Tim Sale, dessinateur américain de comics né en 1956 ;
- juillet : Kazuki Takahashi, mangaka[4] ;
- 7 juillet : Robert C. Harvey, auteur de bande dessinée et critique de bande dessinée américain, né en 1937 ;
- 21 juillet : Alan Grant, scénariste de comics écossais né en 1949 ;
- 23 juillet :
  - Dubu (Jang Seong-rak), dessinateur de manhwa sud-coréen[5] ;
  - Sid Jacobson, scénariste de comics américain, né en 1929 ;
- 11 août : Jean-Jacques Sempé, dessinateur français, né en 1932 ;
- 18 août : Tom Palmer, dessinateur et encreur de bande dessinée américain, né en 1941 ;
- 20 août : Patrick Nordmann, auteur de bande dessinée suisse, né en 1949 ;
- 24 août : Lily Renée, dessinatrice de comics autrichienne puis américaine, née en 1921 ;
- 1er septembre : Diane Noomin, auteure américaine de comics underground, née en 1947 ;
- 17 septembre : Isami Ishii, mangaka, né en 1941 ;
- 21 septembre : François Corteggiani, scénariste français né en 1953 ;
- 3 octobre : Kim Jung Gi, illustrateur et dessinateur sud coréen né en 1975 ;
- 18 octobre : Jean Teulé, romancier et auteur de bande dessinée français, né en 1953 ;
- 7 novembre : Kevin O'Neill, illustrateur de comics britannique ;
- 8 novembre : Pierre Chéry, auteur de bande dessinée français, né en 1927 ;
- 9 novembre : Carlos Pacheco, dessinateur de comics espagnol[6];
- 11 novembre : Pierre Fournier, scénariste et dessinateur québécois de bande dessinée, né en 1949 ;
- 23 novembre : José Ruy, auteur de bande dessinée portugais, né en 1930 ;
- 30 novembre : Aline Kominsky-Crumb, dessinatrice de comics américaine, née en 1948 ;
- 12 décembre : Gosaku Ōta, mangaka, né en 1948 ;
- 21 décembre : Claude Dubois, illustrateur et scénariste de bande dessinée français, né en 1934.